# Opistophthalmus coetzeei
Opistophthalmus coetzeei ist ein in Namibia endemisch vorkommender Skorpion aus der Familie Scorpionidae.

## Merkmale
Opistophthalmus coetzeei ist ein kleiner bis mittelgroßer Skorpion von etwa 60 bis 65 Millimetern Länge. Er hat eine gelbbraune Farbe in verschiedenen Tönen, die Beine und das Telson sind gelborange, der Giftstachel deutlich dunkler. Die Tergite sind gelbbraun, mit gelborangen seitlichen und hinteren Rändern. Das Genitaloperkulum und die Kammorgane sind blass gelborange. Die Cheliceren sind schwarz, die Chelae haben eine schwarze Netzzeichnung.
Das mediane Ocellenpaar befindet sich nur geringfügig hinter der Mitte des Carapax, die Länge des Carapax beträgt etwa das 1,90fache des Abstands der Ocellen zum Vorderrand. Die Kammorgane haben bei männlichen Skorpionen 17 bis 21 und bei weiblichen 12 bis 14 Zähne. Das Telson ist behaart und hat einen kurzen und nur leicht gebogenen Giftstachel.
Die Oberfläche des Carapax ist stark granuliert. Bei weiblichen Skorpionen ist die Granulierung im Bereich des medianen Ocellenpaares nur schwach ausgeprägt. Das Telson ist seitlich und ventral stark granuliert. Die Ober- und Außenseiten der Chelae, Tibiae und Femora der Pedipalpen haben eine ausgeprägt körnige Oberfläche. Die Innenseiten der Chelae und die Segmente des Metasomas sind nur schwach granuliert.
Männliche Skorpione sind etwas heller gefärbt und nur geringfügig kleiner als weibliche, sie haben dabei aber ein kleineres Mesosoma und ein längeres Metasoma. Das Metasoma ist bei männlichen Tieren etwa ein Drittel länger als Mesosoma und Carapax, bei weiblichen ist die Länge etwa gleich. Die schmaleren und längeren Chelae der männlichen Skorpione tragen zu einer insgesamt schlankeren Erscheinung bei. Das Genitaloperkulum männlicher Skorpione ist oval, das der weiblichen annähernd herzförmig.
Es besteht eine nahe Verwandtschaft zu der Art Opistophthalmus opinatus und die Verbreitungsgebiete beider Arten überschneiden sich. Opistophthalmus coetzeei bleibt deutlich kleiner und weist am Telson seitlich hinten zahlreiche spindelförmige Granulen auf, die bei Opistophthalmus opinatus fehlen. Die Hemispermatophoren beider Arten unterscheiden sich deutlich.

## Verbreitung und Lebensraum
Die Terra typica von Opistophthalmus coetzeei befindet sich am Bloedkoppie (22° 51′ 0″ S, 15° 22′ 48″ O). Das Verbreitungsgebiet umfasst das Zentrum und den mittleren Westen Namibias, mit den Regionen Erongo, Hardap und Khomas.

## Lebensweise
Opistophthalmus coetzeei gräbt als nachtaktive und pelophile Art flache Wohnröhren in Tiefen von 10 bis 15 Zentimeter in eher weiche Böden. Deren Eingänge liegen meistens seitlich unter größeren Steinen und seltener offen in der Landschaft. Opistophthalmus coetzeei bevorzugt weichere Böden als Opistophthalmus opinatus, mit dem er in einem Teil seines Verbreitungsgebiets sympatrisch vorkommt.

## Systematik

### Erstbeschreibung
Die Erstbeschreibung von Opistophthalmus coetzeei erfolgte 1979 durch den südafrikanischen Arachnologen Bruno H. Lamoral in einer umfangreichen Monografie der Skorpione Namibias, veröffentlicht in den Annals of the Natal Museum (heute African Invertebrates).

### Typmaterial
Das Typmaterial besteht aus einem männlichen adulten Holotypus und mehreren männlichen und zwei weiblichen Paratypen. Der Holotypus und sechs Paratypen beider Geschlechter befindet sich in der Sammlung des KwaZulu-Natal Museums in Pietermaritzburg. Zwei männliche und ein weiblicher Paratypus sind in der Sammlung des Ditsong National Museum of Natural History in Pretoria.

### Etymologie
Der Artname coetzeei ehrt den südafrikanischen Mammalogen Cornelius G. Coetzee, zum Zeitpunkt der Erstbeschreibung Direktor des State Museum in Windhoek.